# Vittorino Colombo
Vittorino Colombo (Albiate, 3 aprile 1925 – Milano, 1º giugno 1996) è stato un politico e imprenditore italiano, parlamentare, ministro e, infine, presidente del Senato.

## Biografia
Nato nel piccolo paese di Albiate da una famiglia modesta (è fratello ultimogenito del sacerdote mons. Giuseppe Colombo), con la scomparsa del padre, per sostenerla si impiega giovanissimo alla Montecatini. Sono gli anni bui della guerra e dei grandi scioperi operai. La sua indole coraggiosa in un ambiente carico di odi ideologici di quegli anni lo fa diventare un punto di riferimento come dirigente del CNL e della CISL.
Nel dopoguerra si segnalerà per il suo impegno nel mondo sindacale cattolico e nelle ACLI per la sua capacità di coinvolgimento e organizzativa. Un impegno che condividerà con alcuni nomi fondamentali per il cattolicesimo sociale come Ezio Vanoni, Luigi Clerici e Franco Verga che con lui contribuirono a cambiare il volto della Milano — e non solo — del lavoro e dei lavoratori.
Laureatosi, come studente lavoratore, in economia e commercio all'Università Cattolica diventerà dirigente nel centro studi della Montecatini.
Vittorino Colombo comincerà ad occuparsi in questo periodo di uno dei campi che, nel segno di una attenzione ai bisogni concreti dei lavoratori, più gli staranno a cuore: la nascita e il rafforzamento delle cooperative edilizie, come Presidente dell'UNCCEA (Unione Nazionale Consorzi Cooperative Edilizie ACLI) e Fondatore e Consigliere del Consorzio Casa.
Vittorino Colombo è da sempre impegnato in politica. Alla fine degli anni '50 viene eletto – sarà uno dei parlamentari più votati – deputato e rimarrà parlamentare della repubblica ininterrottamente (come senatore dalla metà degli anni settanta) fino all'inizio degli anni '90. In questa sua veste e come rappresentante della corrente riformista in seno alla DC “Forze Nuove” diventerà uno dei punti di riferimento della politica lombarda (fu il primo a proporre la costituzione della Provincia di Monza e Brianza).
Vittorino Colombo ebbe una lunga esperienza nel governo del Paese a partire dal sottosegretariato alle finanze nel Governo Moro III. Dalla suo incarico come Ministro del commercio con l'estero nel Governo Rumor I (1968-69) nacque il suo interesse per i rapporti con i Paesi dell'”oltre cortina”. In particolare fu molto intensa la sua attività per creare rapporti con i Paesi dell'Est europeo come Presidente della Federazione delle Camera di Commercio Estere ed Italo Estere dell'Europa Centro Orientale e dell'Asia in Italia (FE. CAM. EST.) e membro di molte delegazioni Europee a: Varsavia, Budapest, Praga e Sofia.
Il suo nome è legato, però, alla costruzione di un “nuovo corso” nei rapporti politici, economici e diplomatici con la Cina e ai rapporti amichevoli con i massimi dirigenti della Repubblica Popolare Cinese: Zhou Enlai, Zhao Ziyang, Hu Yaobang, Li Peng, Jiang Zemin e Deng Xiaoping. Eredi di questa attività da lui fondati sono il 17 marzo 1971 l'Istituto Italo Cinese per gli Scambi Economici e Culturali (poco dopo l’apertura ufficiale delle relazioni diplomatiche tra Italia e Cina) e al suo interno, nel 1973 la Camera di Commercio Italo Cinese.
Come Ministro delle poste e delle telecomunicazioni (a cavallo fra gli anni '70 e '80) fu uno dei primi a percepire la straordinaria forza delle televisioni private (fu fondatore di TVM66 poi divenuta Canale 6).
Fra gli altri incarichi è stato: 5 agosto 1969 – 27 marzo 1970, Ministro della marina mercantile nel Governo Rumor II; 14 marzo 1974 – 23 novembre 1974, Ministro della sanità nel Governo Rumor V; 29 luglio 1976 – 11 marzo 1978, Ministro delle poste e delle telecomunicazioni nel Governo Andreotti III; 11 marzo 1978 – 20 marzo 1979, Ministro dei trasporti nel Governo Andreotti IV; Presidente del Senato nel 1983 per i due mesi finali della Legislatura.
Dalla sua fondazione fece parte del Gruppo Etica e Finanza.
Era membro dell'Istituto secolare Cristo Re.
Il Senatore Vittorino Colombo è scomparso il 1º giugno 1996. I suoi amici, il 15 luglio 1996, hanno voluto costituire per ricordarlo e continuare la sua opera la Fondazione Vittorino Colombo che gli dedica ogni anno un Premio Internazionale.